# Ад
Ад (др.-греч. ᾅδης — «невидимое», от ᾅ- — «не» и ειδω —«вижу») в представлении авраамических религий и зороастризма, а также в мифологии и фольклоре различных культур — ужасное, посмертное место наказания грешников. Как правило, противопоставляется раю.
Христианство и ислам изображают ад как места, населённые демонами, где души грешников вечно расплачиваются страшными муками за свои прижизненные деяния. С другой стороны дхармические религии, предполагающие перерождение душ, рассматривают нахождение в своих аналогах ада как промежуточный период между воплощениями.
Религиозные тексты обычно описывают ад как разновидность загробного/подземного мира или некое другое измерение. В более широком смысле ад фигурирует в религиозной космогонии как противоположность небесам, предел известного мира, где божественные силы уже не действуют. Другие религии, воспринимающие загробную жизнь не как время наказания или награды, описывают ад как подземную обитель мёртвых, находящуюся под поверхностью Земли. В мировой литературе мотив путешествий в ад является вечной темой легенд о героях и историях об их приключениях, а сам ад является характерным символом зла, отчуждения и отчаяния.

## Этимология
В русский язык слово «ад» пришло через церковнославянский из греческого языка. Древние греки верили, что после смерти человек уходит в царство мёртвых, обитель вечной тьмы, которое называли Адэс или Гадэс, что в переводе с греческого означало «невидимое».
Греческое ά̣δης (адэс) использовалось в Септуагинте для передачи еврейского שאול‎ (шеол) и в частично переосмысленном значении перешло в Новый Завет.

## В мифологии

### Античная мифология
Согласно мифам, у подземного царства было два уровня. Почти все души усопших попадали на Асфоделевый луг. Он начинался ещё в преддверии Аида и простирался вдоль всего подземного царства. Там души умерших не терпели адских мук, но страдали из-за ужаса, печали и депрессивности этого царства. Испив из Леты и забыв о земной жизни, души безликой массой бесцельно скитались по усеянному цветами асфоделя лугу среди печальных, облетевших деревьев. Души людей, проживших благочестивую жизнь, попадали в Элизиум — обитель блаженных. Здесь не было страданий, тягот и забот. Считалось, что Элизий или Остров блаженных находится за опоясывающей землю рекой Океан. В ранней греческой мифологии считали, что в Элизиум попали только герои из четвёртого поколения «Героического века» и другие избранные богов, а простым смертным такая участь недоступна. Но в более поздних вариантах мифа древнегреческий рай стал «доступен» для всех тех, кто при жизни были праведными и блаженными.
Грешники же попадали на другой уровень Аида — в Тартар, глубочайшую пропасть, где были обречены на вечные страдания. Однако, такое понимание Тартара появилось только при Вергилии. В более ранний период Тартар считался мрачной бездной, находившейся гораздо ниже Аида. Туда никогда не проникал свет солнца. От поверхности земли он находился на таком же расстоянии, как земля от неба. Вечный мрак и вечный холод царили в этой бездне, где в бессрочном заключении томились низвергнутые титаны. Три слоя мрака и медная стена окружали Тартар.
Позже Тартар начинают описывать как отдалённое и самое мрачное место Аида, где отбывают наказание грешники. Только самые страшные преступники попадали в Тартар, где вечное одиночество, вечный ужас, мрак и абсолютный холод. Там не существовало времени, не было исхода.

### Правитель царства мёртвых
Бог Аид изображался в древнегреческой мифологии жестоким правителем мира мёртвых. Непростой судьбой был наделён этот представитель пантеона. Его отец, Кронос, глотал всех своих новорождённых детей. Он боялся предсказания о том, что будет свергнут одним из них. Не миновала эта участь и Аида. Дети Кроноса были бессмертными богами, они продолжали жить и расти в чреве своего отца до тех пор, пока Зевс, избежавший судьбы своих братьев, не вернулся и не освободил их, положив конец правлению Кроноса.
При разделении наследства Аид, Зевс и Посейдон бросали жребий. И Аиду достался Подземный мир мёртвых: место, вызывающее ужас у людей и даже у других богов. В представлениях древних греков Подземный мир был мрачными, сырыми пещерами, с большим количеством рек, постоянными туманами и запахом тлена.

Аид управлял своим царством и как правитель следил за порядком. Для этих целей у него были помощники: сторукие великаны Гекатонхейры, трёхглавый пёс Цербер и перевозчик душ усопших Харон. Последний переправлял мёртвые души через оледеневший Стикс — реку из людских слез. За свою услугу он брал небольшую плату. Души, которые по каким-либо причинам не могли заплатить, оставались на берегу Стикса, обречённые на вечное скитание. Поэтому у древних греков существовала традиция класть монеты на глаза (иногда в рот) усопшего. Этот ритуал соблюдался со всей строгостью. Считалось, что души умерших, не сумевшие переправиться через Стикс, могут возвращаться к живым и вредить им.

## В религии

### Ислам
Мусульмане имеют представление об аде как о месте пребывания неверующих и грешников из числа тех, которых не простил Аллах. Источники информации об аде черпаются мусульманами из Корана и слов пророка Мухаммеда. В аду имеются стражи — 19 суровых ангелов, а главный страж ада — могучий ангел Малик. Как следует из слов Пророка, ад и рай уже созданы, но люди войдут в них только после Страшного суда.
В аду ждут мучения огнём, который во много раз мучительнее земного огня, напитки из кипятка и гноя, а также плоды адского дерева Заккум. Пребывание в аду неверующих — вечно (если только они не поверят во всё, во что верят мусульмане и не искупят свою вину), в то время как наказание адом грешников-мусульман не навсегда и спустя время (о котором знает лишь Аллах) они освободятся от адского пламени и тоже войдут в рай. В священных текстах Корана имеется много упоминаний об аде, например:
«Желанием их будет выйти из Огня, но никогда им из него не выйти, им — вечные мученья». «Поистине, того, кто не уверовал и беззаконие творит, не помилует Аллах, и не наставит их на путь, кроме пути Геенны, где оставаться им навечно». «Я отправлю его в Преисподнюю. Откуда знать тебе, что такое Преисподняя? Она ничего не щадит и не оставляет, сжигая человека. Над ней же — девятнадцать (стражей)». (Коран 74:26:30) «И воззовут они: ‘О, Малик! Пускай покончит с нами твой Господь!’ Он скажет: ‘Вы останетесь!’ Мы истину вам дали, но большинство из вас ведь правду ненавидит». «Тем же, которые не уверовали, уготованы напиток из кипятка и мучительные страдания за то, что они не уверовали».

### Иудаизм
Септуагинта использует термин «ад» в местах, где еврейский текст имеет «шеол».
Ад — это место наказания, которое исправляет души, очищая от совершённых ими грехов и уничтожая таким образом ущерб, который они себе нанесли.
Муки ада по своей сущности — это душевные муки, и мудрецы сравнивали эти муки с огнем. Они даются душе в Будущем мире мера за меру, в соответствии с теми грехами, которые человек совершил в этом мире.

### Христианство
Ад (ᾅδης) упоминается в Новом Завете как загробное место мучений грешников (Лк. 16:23; 1Кор. 15:55; Отк. 6:8, 20:13). Ад наполнен пламенем (φλογὶ) и представляет собой место мучений и страданий. Упоминается также о «вратах ада» (πύλαι ᾅδου, Мф. 16:18). В синодальном переводе ад является синонимом преисподней (Пс. 85:13, 87:4). В Апостольском Символе веры выражена идея сошествия Христа в ад ради спасения грешников. Сходная идея присутствует и в православной иконографии Страшного суда.
В католицизме для некоторых категорий людей (добродетельных античных праведников и некрещёных младенцев) исторически вместо ада учение предусматривало лимб. В настоящий момент эта идея отвергнута Католической церковью.
В православии понятие «ад» равносильно словам геенна огненная, тартар, вечные муки, место окончательного пребывания грешников после конца мира. О вечности посмертных мучений грешников многократно и однозначно говорит сам Бог, воплотившийся в лице Иисуса Христа:

И если глаз твой соблазняет тебя, вырви его: лучше тебе с одним глазом войти в Царствие Божие, нежели с двумя глазами быть ввержену в геенну огненную, где червь их не умирает и огонь не угасает.
— Мк. 9:47—48

Тогда скажет им в ответ: истинно говорю вам: так как вы не сделали этого одному из сих меньших, то не сделали Мне. И пойдут сии в муку вечную, а праведники в жизнь вечную.
— Мф. 25:45—46

Умер нищий и отнесен был Ангелами на лоно Авраамово. Умер и богач, и похоронили его. И в аде, будучи в муках, он поднял глаза свои, увидел вдали Авраама и Лазаря на лоне его и, возопив, сказал: отче Аврааме! умилосердись надо мною и пошли Лазаря, чтобы омочил конец перста своего в воде и прохладил язык мой, ибо я мучаюсь в пламени сем. Но Авраам сказал: чадо! вспомни, что ты получил уже доброе твое в жизни твоей, а Лазарь — злое; ныне же он здесь утешается, а ты страдаешь; и сверх всего того между нами и вами утверждена великая пропасть, так что хотящие перейти отсюда к вам не могут, также и оттуда к нам не переходят.
— Лк. 16:22—26
Православная церковь учит, что до Страшного суда в аду мучаются только демоны и души грешников, а после Страшного суда адские муки постигнут также и воскресшие материальные тела грешников.
Разногласия
С момента возникновения христианства появлялись учения с иным пониманием ада.
По мнению Николая Бердяева, учение Оригена об апокатастасисе сталкивается с его собственным (Оригена) учением о свободе. Он писал: «Ад есть, но он временный, а не вечный, то есть в сущности он есть чистилище. Временный ад всегда есть лишь чистилище и приобретает значение педагогическое. Ад, как субъективная сфера, как погружение души в её собственную тьму, есть имманентный результат греховного существования, а совсем не трансцендентное наказание за грех. Ад и есть невозможность перейти к трансцендентному, есть погруженность в имманентное».

Невозможно примириться с тем, что Бог мог сотворить мир и человека, предвидя ад, что он мог предопределить ад из идеи справедливости, что он потерпит ад как особый круг дьявольского бытия наряду с Царством Божьим. С божественной точки зрения это означает неудачу творения. Ад объективированный, как особая сфера вечной жизни, совершенно нетерпим, немыслим и просто несоединим с верой в Бога. Бог, сознательно допускающий вечные адские муки, совсем не есть Бог, он скорее походит на дьявола.
Вера в Христа, в Христово Воскресение и есть вера в победимость ада. Вера же в вечный ад есть, в конце концов, неверие в силу Христа, вера в силу дьявола. Вне Христа трагическая антиномия свободы и необходимости неразрешима, и ад в силу свободы остается необходимым.
— Николай Бердяев
По мнению Церкви адвентистов седьмого дня, на короткий период нераскаявшиеся грешники будут воскрешены для доведения им обвинительного приговора. Затем сойдёт огонь с небес, и Сатана, его падшие ангелы и нераскаявшиеся грешники будут уничтожены навсегда.

По мнению иерея Даниила Сысоева, споры об аде порождены смешением понятий ада и геенны огненной. Он поясняет: 
Согласно Библии, ада в конце мира не будет. Ад — это камера предварительного заключения. Вместо ада после конца мира будет геенна огненная. «Тогда отдало море мёртвых, бывших в нём, и смерть и ад отдали мёртвых, которые были в них; и судим был каждый по делам своим. И смерть и ад повержены в озеро огненное. Это смерть вторая» (Откр. 20:13—14).
По мнению Алексея Осипова, вечная участь человека является тайной, о которой человеку не говорится определённо.

### Буддизм
В буддизме махаяны ад — место пребывания для существ, практикующих злобу и ненависть. В ламаизме существует 16-19 уровней ада (8 или 9 горячих и 8 или 10 холодных). Пребывание в аду длительно, но не бесконечно, после того, как последствия негативной кармы исчерпаются, существо умирает и снова рождается в более высоких мирах.

### Даосизм
В китайской традиции природа ада несколько отличается от общепринятого. Если, например, в христианстве, ад является наказанием за грехи, а в буддизме ад — место, где необходимо пройти очищение; то даосское и вообще автохтонно-китайское понимание ада совершенно исключает какие-либо этические толкования.
Ад в китайской традиции называется «хуан цюань» что переводится как «жёлтые источники», или, реже, «обитель мрака». Человек, состоящий из множества душ, после смерти частью душ оказывается в неком подобии рая — на Небе, а другая часть его душ, которые имеют более грубую природу — оказывается у жёлтых источников.
У жёлтых источников дух гуй, образовавшийся после смерти из грубых душ По, вынужден влачить «тенеподобное призрачное существование». В целом жёлтые источники подобны месту, «напоминающему Аид европейской античной традиции». Существование здесь безрадостно, это мир теней, где нет ни света, ни живости.
Китайская мифология знает случаи странствия живых к жёлтым источникам, для таких путешественников пребывание здесь полно опасностей.
Жёлтые источники разделены на 9 миров, правителем нижнего мира называется некий Ту-бо, рогатое божество. В каждом из этих миров есть свой жёлтый источник.
Гэ Хун (III—IV вв.) в 14 главе своей работы «Баопу-цзы» описывает существование в подземных источниках духов гуй как нечто ужасное: «долгая ночь без конца в мрачном подземном мире, что ниже девяти истоков, во время которой человек становится пищей муравьёв и червей, а потом смешивается воедино с пылью и прахом…».
В поздние времена концепция жёлтых источников была объединена в народных верованиях с представлениями о горе Тайшань и столицей подземного царства Фэнду, хотя они не особенно изменили архаические представления о жёлтых источниках, восходящие ко временам шаманизма.

### Мормоны
В откровениях Церкви Иисуса Христа Святых последних дней слово ад употребляется в двух значениях.
Во-первых, так называют духовную темницу — место в послеземном духовном мире, уготованное для тех, «кто умер во грехах своих, без знания истины, или в согрешении, отвергнув Пророков» (Учение и Заветы 138:32). Это временное состояние, пребывая в котором духи получат возможность изучать Евангелие, покаяться и принять таинства спасения, совершаемые за них в храмах. Те, кто примут Евангелие, могут пребывать в раю до воскресения. После воскресения и суда они получат степень славы, которой они будут достойны. Те, кто не захочет покаяться, но кто не зачислен среди сынов погибели, останутся в духовной темнице до конца Тысячелетия, когда они будут освобождены из ада, наказаны и воскрешены к телестиальной славе.

### Свидетели Иеговы
Свидетели Иеговы основываются на словах Библии из Еккл. 9:10 «Всё, что может рука твоя делать, по силам делай; потому что в могиле, куда ты пойдёшь, нет ни работы, ни размышления, ни знания, ни мудрости», Иез. 18:4 «… душа согрешающая, та умрёт» и считают, что ад — это общая могила человечества, которая как место временного хранения мёртвых существует, только пока есть смерть, то есть до воскресения мёртвых после Армагеддона. Они сравнивают смерть со сном по примеру Иисуса: «Сказав это, говорит им потом: Лазарь, друг наш, уснул; но Я иду разбудить его» (Ин. 11:11) и «Иисус говорил о смерти его, а они думали, что Он говорит о сне обыкновенном» (Ин. 11:13).
Ссылаясь на стих из Рим. 6:7 «умерший освобождён от греха», наказание за грех, по их мнению — это смерть, а не вечные муки в адском огне.
Публично заявляют, что данное учение позорит Бога, выставляя его садистом, ведь «Бог есть любовь». В качестве аргумента приводят стих из Иер. 19:5 «и устроили высоты Ваалу, чтобы сожигать сыновей своих огнём во всесожжение Ваалу, чего Я не повелевал и не говорил, и что на мысль не приходило Мне».

## В литературе

### «Божественная комедия» Данте
В «Божественной комедии» Данте Алигьери ад представляет собой девять кругов. Чем ниже круг, тем серьёзней грехи, совершённые человеком при жизни. Кроме чёткой структуры, в общем концепция отражает существовавшие в средневековье католические представления об аде.
Перед входом — жалкие души, не творившие при жизни ни добра, ни зла, в том числе «ангелов дурная стая», которые были и не с дьяволом, и не с Богом.
- I круг (Лимб) — некрещёные младенцы[a] и добродетельные нехристиане.
- II круг — сладострастники (блудники и прелюбодеи).
- III круг — чревоугодники и гурманы.
- IV круг — скупцы и расточители.
- V круг (Стигийское болото) — гневные и ленивые.
- VI круг — еретики и лжеучители.
- VII круг:
  - I пояс — насильники над ближним и над его достоянием (тираны и разбойники).
  - II пояс — насильники над собою (самоубийцы) и над своим достоянием (игроки в азартные игры и моты).
  - III пояс — насильники над божеством (богохульники), против естества (содомиты) и искусства.
- VIII круг. Обманувшие недоверившихся. Состоит из десяти рвов (Злопазухи, или Злые Щели).
  - I ров. Сводники и обольстители.
  - II ров. Льстецы.
  - III ров. Святокупцы, высокопоставленные духовные лица, торговавшие церковными должностями.
  - IV ров. Прорицатели, гадатели, звездочёты, колдуны.
  - V ров. Взяточники.
  - VI ров. Лицемеры.
  - VII ров. Воры.
  - VIII ров. Зачинщики раздора.
  - X ров. Алхимики, лжесвидетели, фальшивомонетчики.
- IX круг — обманувшие доверившихся.
  - Пояс Каина. Предатели родных.
  - Пояс Антенора. Предатели родины и единомышленников.
  - Пояс Толомея. Предатели друзей и сотрапезников.
  - Пояс Джудекка. Предатели благодетелей, величества божеского и человеческого.
  - Сам Дьявол.

Выстраивая модель ада, Данте следует за Аристотелем, который относит к 1-му разряду грехи невоздержанности, ко 2-му — грехи насилия, к 3-му — грехи обмана. У Данте 2—5-е круги — для невоздержанных, 7-й круг — для насильников, 8—9-е — для обманщиков (8-й — просто для обманщиков, 9-й — для предателей). Таким образом, чем грех материальнее, тем он простительнее.

### Комментарии
1. ↑  Лишь 19 января 2007 года Ватикан отказался от этой идеи в докладе Международной теологической комиссии (Vatican commission: Limbo reflects 'restrictive view of salvation' Архивировано 8 мая 2007 года.)